# Condado de Kenton
El condado de Kenton (en inglés: Kenton County), fundado en 1840, es uno de 120 condados del estado estadounidense de Kentucky. En el año 2007, el condado tenía una población de 156,675 habitantes y una densidad poblacional de 361 personas por km². La sede del condado es Covington.

## Geografía
Según la Oficina del Censo, el condado tiene un área total de 425 km² (164,1 mi²), de la cual 420 km² (162,2 mi²) es tierra y 5 km² (1,9 mi²) (1.47%) es agua.

### Condados adyacentes
- Condado de Hamilton (Ohio) (norte)
- Condado de Campbell (este)
- Pendleton (sureste)
- Condado de Grant (suroeste)
- Condado de Boone (oeste)

## Demografía
Según la Oficina del Censo en 2000, los ingresos medios por hogar en el condado eran de $43,906, y los ingresos medios por familia eran $52,953. Los hombres tenían unos ingresos medios de $37,845 frente a los $27,253 para las mujeres. La renta per cápita para el condado era de $22,085. Alrededor del 9.00% de la población estaban por debajo del umbral de pobreza.

## Localidades
| - Bromley - Covington - Crescent Springs - Crestview Hills - Edgewood - Elsmere | - Erlanger - Fairview - Fort Mitchell - Fort Wright - Independence | - Kenton Vale - Lakeside Park - Latonia Lakes - Ludlow - Park Hills | - Ryland Heights - Taylor Mill - Villa Hills - Visalia - Walton |